# Tamia (cantante)
Tamia Marie Washington, conosciuta semplicemente come Tamia (Windsor, 9 maggio 1975), è una cantautrice e attrice canadese.
Ha ricevuto diverse nomination ai Grammy Awards e ha inciso finora sei album. È sposata con l'ex giocatore di basket dell'NBA Grant Hill, da cui ha avuto due figlie.
Prima di incidere album, Tamia si è esibita di fronte a personalità del calibro della Regina d'Inghilterra Elisabetta II, di Nelson Mandela e dell'ex Primo Ministro canadese Brian Mulroney.
Tamia inoltre ha collaborato con molti artisti, tra cui Babyface, Quincy Jones, Snoop Dogg, Brandy, Fabolous, LL Cool J, Eric Benét e altri.
Inoltre ha collaborato a molte colonne sonore, tra cui per i film Set It Off - Farsi notare, Honey, Diary Of A Mad Black Woman e The Transporter.

## Biografia

### Formazione
Tamia Marylin Washington nasce il 9 maggio del 1976 a Windsor, Ontario, Canada, figlia di un canadese bianco che non ha mai conosciuto e di una canadese nera. Alla sua nascita, la madre Barbara ha solo 17 anni: la giovane cresce la futura cantante e gli altri tre figli (Tiras, Tajhee, Trajan) da sola. All'età di 10 anni Tamia inizia a studiare canto e recitazione, e fa esperienza esibendosi nei teatri locali e nel coro gospel della sua parrocchia.
Crescendo, la sua voce matura a tal punto da poterle permettere sia tonalità basse da contralto che acuti da soprano. La giovanissima Tamia vince molti concorsi, tra cui nel 1993 lo YTV Youth Achievement Award nella categoria cantanti e nel 1994 lo Steve Ross Music Scholarship. Tamia aspira a diventare solo vocal coach, ma nel 1994 cattura l'attenzione del leggendario produttore Quincy Jones. Al party di compleanno in onore di Luther Vandross, Quincy Jones introduce la giovane Tamia al pubblico.

### Collaborazioni ad inizio carriera
Nel 1995 a 19 anni Tamia compare sull'album di Jones Q's Jook Joint, con il duetto con Babyface Slow Jams e con la traccia You Put A Move On My Heart. Entrambe le canzoni diventano singoli tra 1994 e 1996 e raggiungono la top20 delle classifiche R&B. You Put A Move On My Heart riceve una nomination ai Grammy Award nella categoria Best Female R&B Vocal Performance, la prima per Tamia. Nel 1996 Tamia partecipa a un'importante collaborazione con Brandy, Gladys Knight e Chaka Khan per la colonna sonora del film Set It Off; le quattro artiste prestano le loro uniche voci a Missing You, un singolo che entra nella top10 delle R&B classifiche e nella top40 della Hot 100 di Billboard. Alla 39ª edizione dei Grammy Awards Tamia riceve addirittura due nomination, grazie a Missing You e a Slow Jams (rispettivamente nelle sezioni Best R&B Performance By a Duo or a Group with Vocals e Best Pop Collaboration with Vocals), ed entra nella storia come una dei pochi artisti ad aver ricevuto varie nomination ai Grammy Awards prima della pubblicazione di un album di debutto. Entrambi questi ultimi due singoli arrivano al numero 2 nelle classifiche neozelandesi.
Nel 1997 Tamia ottiene un piccolo ruolo nel film Speed 2, accanto a Sandra Bullock, e interpreta anche un brano della colonna sonora del film, Make Tonight Beautiful.

### Tamia(1998)
Dopo il successo dei singoli tratti dal suo album, Quincy Jones decide di mettere sotto contratto Tamia nella sua nuova etichetta QWest.
Finalmente nel 1998, sotto la guida e la produzione di Jones, la cantante realizza il suo primo album, Tamia, che vende quasi 500 000 copie e dà alla luce i singoli Imagination (numero 12 nella classifica R&B, prodotto da Jermaine Dupri) e So Into You (numero 7 nella classifica R&B); entrambi entrano nella top40 della Billboard Hot 100.

### A Nu Day(2000)
Nel 1999 Tamia lascia la QWest di Jones e firma un contratto con la Elektra Records. Questo le porta ad incidere un duetto con Eric Benét per il nuovo album del cantante, Spend My Life With You. Il singolo in questione non solo raggiunge la numero 1 delle classifiche R&B (dove resta per 3 settimane), ma riceve una nomination ai Grammy Awards, la prima per Tamia dopo l'uscita del suo primo album e la quarta in totale nella sua carriera.
Abbandonati i toni più tradizionali di Quincy Jones, per il suo secondo album Tamia cambia direzione affidandosi alle produzioni del poco conosciuto Anthony "Shep" Crawford (responsabile del successo di Incomplete di Sisqò) e di Missy Elliott, quasi esordiente nelle vesti di produttrice. Il 10 ottobre del 2000 esce il nuovo album, A Nu Day, davvero un nuovo giorno per la carriera di Tamia. Il primo singolo Can't Go For That vanta la produzione di Missy e il cameo dei 213 (niente meno che Snoop Dogg, Warren G e Nate Dogg) nel remix ufficiale del brano, ma non ha gran successo nelle classifiche. Grazie al secondo singolo Tamia raggiunge i vertici di quasi tutte le classifiche di Billboard; Stranger in My House (numero 3 nella classifica R&B), prodotto da Shep Crawford, diventa la sua prima top10 hit nella Hot 100 e grazie al popolare remix dance raggiunge la prima posizione nelle Dance Charts; il singolo successivo Tell Me Who raggiunge la numero 2 nella medesima classifica.
A Nu Day vende ben oltre le 700 000 copie, diventando così disco d'oro.
Nel 2001 Tamia si esibisce in occasione del 30º anniversario della carriera di Michael Jackson, e insieme a Monica, Mya, Deborah Cox e Rah Digga propone una nuova versione di Heal the World.

### More(2004)
Nel 2003 la popolarità di Tamia cresce ulteriormente, grazie ad un'ennesima collaborazione, la più famosa della sua carriera: il giovane rapper Fabolous utilizza il sample della canzone So Into You tratta dal primo album di Tamia per imbastire il primo singolo del suo secondo album Street Dreams; anche se registra una versione alternativa del duetto con Ashanti, viene pubblicata come singolo ufficiale la versione con Tamia, che torna a cantare strofe e ritornelli della sua vecchia canzone per la nuova Into You. Grazie alla melodia romantica molto accattivante e a un video programmatissimo in tutti i canali, Into You scala le classifiche fino a raggiungere la top5 della Hot 100 e la top10 della R&B chart. Grazie a questo singolo, Tamia entra per la prima volta nella top20 del Regno Unito.
Into You diventa uno dei singoli più famosi del 2003, e dovrebbe precedere l'uscita del nuovo album di Tamia. A causa della diagnosi di sclerosi multipla, l'uscita del terzo album Still slitta improrogabilmente.
Il titolo Still (da una canzone dell'album prodotta da Jermaine Dupri) viene abbandonato, e il 6 aprile 2004 esce More, il debutto più alto in classifica per Tamia (numero 17 nella Hot 200 e # 5 nella classifica R&B degli album più venduti). I singoli Officially Missing You e Questions (prodotta dal mago delle hit R. Kelly) non hanno il successo che ci si aspetta, ma nel 2004 Tamia prende parte a uno dei tour più coinvolgenti degli ultimi anni insieme a Alicia Keys, Beyoncé e Missy Elliott, The Verizon Lady's First Tour, col quale si esibisce nelle principali città americane.

### Between Friends(2006)
Nel 2005 la cantante abbandona la Atlantic Records per registrare indipendentemente un nuovo album. Fonda una propria etichetta chiamata Plus 1 con la quale inizia a produrre nuovo materiale. Il quarto album di Tamia, Between Friends, esce sotto l'etichetta indipendente Gallo Records nel maggio 2006 in Sudafrica, dove conosce un immediato successo. Negli USA esce il 14 novembre 2006, distribuito dalla Image Entertainment. La scelta del primo singolo cade su Can't Get Enough, una delle tre tracce dell'album prodotte da Rodney "Darkchild" Jerkins. Il resto del disco è stato affidato al fidato Anthony “Shep” Crawford.
Between Friends rappresenta per Tamia la nascita di un secondo bambino; riguardo alla realizzazione di quest'album la cantante ha dichiarato: “C'è posto e tempo per musica come Drop It like It's Hot; ma ci sono persone che vogliono ascoltare musica che parli di amore e rapporti umani. Molte canzoni che ho composto non derivano da un'esperienza strettamente personale, perché il soggetto è universale.”
Tamia promuove l'album personalmente, e in collaborazione col canale musicale VH1 Soul parte in un tour tutto suo.

### Nuovi progetti (2012-oggi)
Nell'agosto 2012 pubblica il suo quinto album in studio Beautiful Surprise, a cui prendono parte tra gli altri The Runners, Chuck Harmony e Carvin & Ivan. Il singolo omonimo, scritto da Claude Kelly e Salaam Remi, viene diffuso nello stesso periodo. Nell'agosto 2014 firma un contratto con la Def Jam Recordings. Nel giugno 2015 esce il suo sesto album Love Life. Nel 2018 pubblica il suo settimo lavoro Passion Like Fire.
Nel luglio 2020 pubblica il singolo Single.

## Stile e ispirazioni musicali
Tamia è un mezzosoprano spinto.

## Vita privata
Tamia e l'ex giocatore dei Detroit Pistons Grant Hill si sono sposati il 24 luglio 1999. I due erano stati presentati da Anita Baker nel 1996 a Detroit. La coppia ha avuto una figlia, Myla Grace, il 23 gennaio 2002. La famiglia vive a Orlando, Florida.
Tamia e suo marito Grant hanno donato milioni di dollari a moltissime cause tra cui Habitat for Humanity, Alternatives for Girls, Planned Parenthood of America, Athletic Scholarship Endowment Fund - Duke University, Tamia Hill Vocal Scholarship e molte altre ancora. La cantante è inoltre a capo del consiglio del Prevent Child Abuse America e dell'Heart of Florida United Way. La coppia è fondatrice della Grant and Tamia Hill Foundation è un'associazione no-profit fondata dai coniugi Hill che si dedica a varie cause.
Nel 2005, Tamia ha rivelato pubblicamente di essere affetta da sclerosi multipla, diagnosticatale 2 anni prima. Ha successivamente dichiarato che la malattia è sotto controllo.

## Discografia
- 1998 – Tamia
- 2000 – A Nu Day
- 2004 – More
- 2006 – Between Friends
- 2012 – Beautiful Surprise
- 2015 – Love Life
- 2018 - Passion Like Fire